# Могофореш
Могофореш (порт. Mogofores)  —  район (фрегезия) в Португалии,  входит в округ Авейру. Является составной частью муниципалитета  Анадия. Находится в составе крупной городской агломерации Большое Авейру. По старому административному делению входил в провинцию Бейра-Литорал. Входит в экономико-статистический  субрегион Байшу-Воуга, который входит в Центральный регион. Население составляет 875 человек. Занимает площадь 2,32 км².
Покровителем района считается Дева Мария (порт. Nossa Senhora da Assunção). 